# Leichtathletik-Weltmeisterschaften 2009/Teilnehmer (Ungarn)
| Gelbes Symbol für Goldmedaillen mit stilisierten Olympischen Ringen | Graues Symbol für Silbermedaillen mit stilisierten Olympischen Ringen | Braundes Symbol für Bronzemedaillen mit stilisierten Olympischen Ringen |
| ------------------------------------------------------------------- | --------------------------------------------------------------------- | ----------------------------------------------------------------------- |
| —                                                                   | —                                                                     | —                                                                       |

Der ungarische Leichtathletik-Verband stellte elf Athleten bei den Leichtathletik-Weltmeisterschaften 2009 in Berlin.

## Ergebnisse

### Männer

#### Laufdisziplinen
| Athlet      | Disziplin    | Vorlauf     | Vorlauf | Halbfinale  | Halbfinale | Finale             | Finale             |
| Athlet      | Disziplin    | Zeit        | Platz   | Zeit        | Platz      | Zeit               | Platz              |
| ----------- | ------------ | ----------- | ------- | ----------- | ---------- | ------------------ | ------------------ |
| Tamás Kazi  | 800 m        | 1:48,40 min | 35      | 1:47,01 min | 17         | nicht qualifiziert | nicht qualifiziert |
| Dániel Kiss | 110 m Hürden | 13,34 s NR  | 1       | 13,45 s     | 12         | nicht qualifiziert | nicht qualifiziert |

#### Sprung/Wurf
| Athlet         | Disziplin   | Qualifikation | Qualifikation | Finale             | Finale             |
| Athlet         | Disziplin   | Weite/Höhe    | Platz         | Weite/Höhe         | Platz              |
| -------------- | ----------- | ------------- | ------------- | ------------------ | ------------------ |
| Lajos Kürthy   | Kugelstoßen | 19,64 m       | 22            | nicht qualifiziert | nicht qualifiziert |
| Zoltán Kővágó  | Diskuswurf  | 65,82 m       | 3             | 65,17 m            | 6                  |
| Krisztián Pars | Hammerwurf  | 78,68 m       | 1             | 77,45 m            | 4                  |
| Csongor Olteán | Speerwurf   | 78,46 m       | 15            | nicht qualifiziert | nicht qualifiziert |

#### Zehnkampf
| Athlet       | Disziplin | 100 m   | Weit- sprung | Kugel- stoßen | Hoch- sprung | 400 m      | 110 m Hürden | Diskus- wurf | Stabhoch- sprung | Speer- wurf | 1500 m         | Punkte | Platz |
| ------------ | --------- | ------- | ------------ | ------------- | ------------ | ---------- | ------------ | ------------ | ---------------- | ----------- | -------------- | ------ | ----- |
| Attila Szabó | Ergebnis  | 11,15 s | 7,09 m SB    | 13,92 m       | 1,84 m       | 49,79 s PB | 14,65 s SB   | 43,75 m      | 4,40 m PB        | 59,56 m     | 4:45,64 min PB | 7610   | 31    |
| Attila Szabó | Punkte    | 827     | 835          | 723           | 661          | 824        | 892          | 741          | 731              | 731         | 645            | 7610   | 31    |

### Frauen

#### Laufdisziplinen
| Athletin       | Disziplin        | Vorlauf         | Vorlauf | Halbfinale | Halbfinale | Finale             | Finale             |
| Athletin       | Disziplin        | Zeit            | Platz   | Zeit       | Platz      | Zeit               | Platz              |
| -------------- | ---------------- | --------------- | ------- | ---------- | ---------- | ------------------ | ------------------ |
| Krisztina Papp | 5000 m           | 15:19,90 min SB | 9       |            |            | 15:20,36 min       | 14                 |
| Lívia Tóth     | 3000 m Hindernis | 9:45,14 min     | 29      |            |            | nicht qualifiziert | nicht qualifiziert |

#### Sprung/Wurf
| Athletin     | Disziplin   | Qualifikation | Qualifikation | Finale             | Finale             |
| Athletin     | Disziplin   | Weite/Höhe    | Platz         | Weite/Höhe         | Platz              |
| ------------ | ----------- | ------------- | ------------- | ------------------ | ------------------ |
| Anita Márton | Kugelstoßen | 16,80 m       | 24            | nicht qualifiziert | nicht qualifiziert |
| Éva Orbán    | Hammerwurf  | 69,39 m       | 14            | nicht qualifiziert | nicht qualifiziert |